# Alchemilla commixta
Alchemilla commixta es una especie de planta del género Alchemilla, perteneciente a la familia Rosaceae.

## Taxonomía
Alchemilla commixta fue descrita por Serguéi Yuzepchuk en 1954.

## Distribución
Se encuentra en el territorio del Krai de Altái y la República de Altái.